# Wet Pemba
Wet Pemba is de afkorting voor een Nederlandse wet, de Wet premiedifferentiatie en marktwerking bij arbeidsongeschiktheidsverzekeringen. Deze wet, die van kracht werd op 1 januari 1998, wijzigde de uitvoering van de publieke arbeidsongeschiktheidsverzekeringen, zoals de berekening en de inning van de premies. Een belangrijk element was dat werkgevers een hogere WAO-premie moesten betalen als veel van hun werknemers arbeidsongeschikt of ziek worden. Werkgevers konden er ook voor kiezen, in ruil voor een lagere premie, om het risico op arbeidsongeschiktheid van hun werknemers deels zelf te dragen. Deze werkgevers moesten dan de eerste uitkeringsjaren van werknemers die arbeidsongeschikt werden, zelf betalen; hiervoor konden ze zich indien ze dit wensten weer bijverzekeren bij een particuliere verzekeraar (een 'Pemba-verzekering').
Met ingang van 1 januari 2008 is deze premiedifferentiatie stopgezet. Dit is een uitvloeisel van het "Najaarsakkoord" van 5 november 2004 tussen regering, werkgevers en werknemers, dat voortbouwde op een eerder advies van de Sociaal-Economische Raad (SER).

## Invoeringswet Pemba
De Wet van 24 april 1997, houdende overgangs- en invoeringsrecht voor de totstandkoming van de Wet premiedifferentiatie en marktwerking bij arbeidsongeschiktheidsverzekeringen, de Wet arbeidsongeschiktheidsverzekering zelfstandigen en de Wet arbeidsongeschiktheidsvoorziening jonggehandicapten (Invoeringswet nieuwe en gewijzigde arbeidsongeschiktheidsregelingen) wordt kortweg de Invoeringswet Pemba genoemd. Hierbij verviel de Algemene Arbeidsongeschiktheidswet.